# Membrane épirétinienne

Membrane épirétinienne, image OCT. Homme de 89 ans.

 (octobre 2020).
Si vous disposez d'ouvrages ou d'articles de référence ou si vous connaissez des sites web de qualité traitant du thème abordé ici, merci de compléter l'article en donnant les références utiles à sa vérifiabilité et en les liant à la section « Notes et références ».

## Définition
La membrane épirétinienne  (ou MER) est une membrane pathologique apparaissant sur la surface vitreuse de la rétine. Elle peut être présente au pôle postérieur de l'œil avec ou sans symptômes cliniques. Fréquente, son incidence augmente avec l'âge.

## Symptômes
Les signes fonctionnels évoquant une membrane épirétinienne sont :
- Une baisse d'acuité visuelle
- Des métamorphopsies [1] (déformations des lignes)
- Des macropsies (grossissement de la vision)
- Des micropsies (rétrécissement de la vision)[2]

Les symptômes sont fréquemment ressentis en binoculaire du fait de la différence entre les 2 yeux.
La grille d'Amsler permet au patient de surveiller ses symptômes.
Elle peut être associée à d'autres syndromes maculaires (trous maculaires, DMLA, certaines dystrophies..)

## Diagnostic
Le diagnostic de membrane épirétinienne se fait en consultation d'ophtalmologie.
- Au fond d'œil on retrouve un aspect cellophane de la macula
- L'OCT est l'examen complémentaire de référence, il permet de mettre en évidence la présence d'une peau sur la rétine pouvant l'épaissir.
  - L'OCT permet également d'observer le retentissement de la membrane sur les différentes couches de la rétine[3]: épaississement des couches internes, distorsion de la ligne des photorécepteurs, ...
  - L'examen permet également le suivi postopératoire : caractère complet du pelage, diminution de l'épaisseur rétinienne, absence de complications[4].
- L'angiographie à la fluoréscéine est réalisée de manière exceptionnelle afin de retrouver des causes secondaires : uvéite, drépanocytose, diabète[5]

## Causes
La principale cause des membranes épirétiniennes est le décollement postérieur du vitré
Les autres causes de membranes sont dites secondaires :
- Inflammations oculaires : les uvéites notamment postérieures
- Post vitrectomie [1]: les chirurgies de décollement de rétine sont pourvoyeuses de membranes secondaires

## Traitement
Le traitement des membranes épirétiniennes est uniquement chirurgical. La technique opératoire est la vitrectomie sous anesthésie locale (péribulbaire ou sous ténonienne) 
Il faut opérer quand le patient présente une baisse de vision ou des symptômes cliniques maculaires.
L'opération consiste à retirer le corps vitré présent devant la membrane avant de colorer la membrane à l'aide d'un colorant adapté et la peler à l'aide d'une pince extrêmement fine (< à 0,5 mm).